# 関龍逢
関龍逢（かんりょうほう・簡体字：关龙逢・繁体字：關龍逢・拼音：Guān lóng féng ）は、古代中国・夏の暴君桀王の臣である。竜蓮とも。賢人とされる。関龍逢が王の悪逆を諫めたため、殺されてしまう。殷の比干も紂王に惨殺されたため、関龍逢とともに忠臣と言われる。

## どのように殺されたか
殷の比干とは違い、どのように殺されたかは諸説ある。『楚辞』には斬首と書かれ、『韓非子』には四肢を斬って殺害と書かれた。また、『太平御覧』に引かれた『符子』では、焼身自殺したと書かれた。

## 伝承
桀王は、「焙烙の刑」が執行されているのを観ながら、ふと関龍逢に「楽しいか」と話しかけた。関龍逢は「楽しいです!」と答えたが桀王は「お前は今、刑罰の執行を観るのは楽しいと言ったが、同情や憐憫の心はないのか?」と彼を煽った。
関龍逢は「天下の民は苦しんでいても、王は楽しんでおられます。わたくしは王の股肱でございますから、心が喜んでおられるのに股肱が喜ばないということがありましょうか？」と言ったが、返ってその諫言が桀王の怒りをかい、桀王に「お前はわしが死ぬことを知っているらしいが、自分が死ぬことを知らないらしい。わしはお前が焙烙の刑で死ぬところを観ることができるが、お前がわしの死を知ることはない」と言われ、嘆き悲しんで「造化は働かせるために我に生命を与え、休ませるために我に炮烙を与えられた」（造化勞我以生，休我以炮烙）の辞世を読んで焼身自殺したという。